# Демидівська сільська рада (Жмеринський район)
| Демидівська сільська рада — колишній орган місцевого самоврядування у Жмеринському районі Вінницької області з адміністративним центром у м. Гнівань.У 2017 році с.Демидівка і Могилівка увійшли до складу Гніванської об'єднаної територіальної громади. Сільській раді були підпорядковані населені пункти: - с. Демидівка - с. Могилівка |

## Керівний склад
| ПІБ                             | Основні відомості                                     | Дата обрання |  | Дата звільнення |
| ------------------------------- | ----------------------------------------------------- | ------------ |  | --------------- |
| Кулешов Володимир Володимирович | Голова Гніванської ОТГ, 24.06.1966 р.н., безпартійний | 2010         |  |                 |
| Мельник Юрій Володимирович      | староста сіл Демидівка та Могилівка, 24.06.1959 р.н.  | 28.11.2017   |  |                 |

Примітка: таблиця складена за даними джерела

## Офіційна сторінка
https://gnivan-miskrada.gov.ua/ [Архівовано 2 квітня 2019 у Wayback Machine.]